# Fédération de Basketball du Burundi
Der Burundische Basketballverband (französisch: Fédération de Basketball du Burundi) ist der offizielle nationale Basketball-Verband in Burundi. Er hat seinen Sitz in Bujumbura.

## Geschichte und Aufgaben
Seit 1994 ist der im selben Jahr gegründete Verband Mitglied der Fédération Internationale de Basketball (FIBA) und der FIBA Afrika. Präsident des Verbandes ist zur Zeit Claver Hacimana. Der Verband ist für die Organisation, Leitung und Entwicklung des Basketballsports in Burundi verantwortlich. Der Verband vertritt Basketball gegenüber Behörden sowie nationalen und internationalen Sportorganisationen. Zusätzlich verteidigt der Verband auch die moralischen und materiellen Interessen des burundischen Basketballs. Der Verband organisiert die nationale Meisterschaft und ist für die Burundische Basketballnationalmannschaft der Herren und die Burundische Basketballnationalmannschaft der Damen verantwortlich.

## Basketballfunktionäre des Verbandes (Auswahl)

### Liste von Präsidenten
| Name                 | von  | bis   | Beleg       |
| -------------------- | ---- | ----- | ----------- |
| Claver Hacimana      | 2024 | heute | [ 1 ]       |
| Jean-Paul Manirakiza | 2021 | 2024  | [ 2 ] [ 3 ] |
| Herman Ndayisaba     |      |       | [ 4 ]       |

### Liste von Vizepräsidenten
| Name                  | von  | bis   | Beleg |
| --------------------- | ---- | ----- | ----- |
| Jean Claude Nsabimana | 2024 | heute | [ 1 ] |

### Liste von Generalsekretären
| Name               | von  | bis   | Beleg |
| ------------------ | ---- | ----- | ----- |
| Annick Ndayiragije |      |       | [ 3 ] |
| Emilia Kaneza      | 2024 | heute | [ 1 ] |
| Raphael Manirakiza |      |       | [ 4 ] |